# Bitwa pod Champaubert
Bitwa pod Champaubert (fr. Bataille de Champaubert) – starcie zbrojne, które miało miejsce 10 lutego 1814 w końcowym okresie wojen napoleońskich, będące jedną z wygranych bitew błyskotliwej kampanii sześciodniowej cesarza Napoleona.
Na Paryż maszerowały dwie potężne armie sprzymierzonych – armia feldmarszałka Blüchera (100 000 żołnierzy) szła doliną Marny, a armia feldmarszałka Schwarzenberga (130 000 żołnierzy) doliną Sekwany. Między obu tymi armiami posuwał się rosyjski korpus dowodzony przez generała Wittgensteina. 
By osłonić się przed Schwarzenbergiem Napoleon zostawił na linii Sekwany korpusy marszałków Victora i Oudinota (razem 15 000 żołnierzy), a sam z resztą sił (30 000 żołnierzy i 120 dział) ruszył 7 lutego z Troyes przeciwko Blücherowi. Składający się z dwóch dywizji korpus marszałka Marmonta ruszył przez Sézanne do Champaubert, gdzie znajdowała się część korpusu generała Ołsufiewa (3700 żołnierzy). 
Ołsufiew przyjął bitwę 10 lutego i został doszczętnie rozbity. Szarżował tu szwadron służbowy 1 Pułku Szwoleżerów-Lansjerów Gwardii Cesarskiej pod Skarżyńskim i 8 Pułk Szwoleżerów-Lansjerów pod Łubieńskim. Większość żołnierzy rosyjskich zginęła, została ranna lub dostała się do niewoli. Do francuskiej niewoli dostał się także generał Ołsufiew. 
Blücher nie przyszedł rosyjskiemu korpusowi z pomocą, ale wysłał korpusy generałów Kleista i Kapcewicza na Fère-Champenoise, by nawiązać kontakt z armią Schwarzenberga. Dzięki zwycięstwu pod Champaubert armia Blüchera została rozdzielona, dając w ten sposób Napoleonowi większe pole manewru.